# Dmitri Semjonowitsch Stellezki

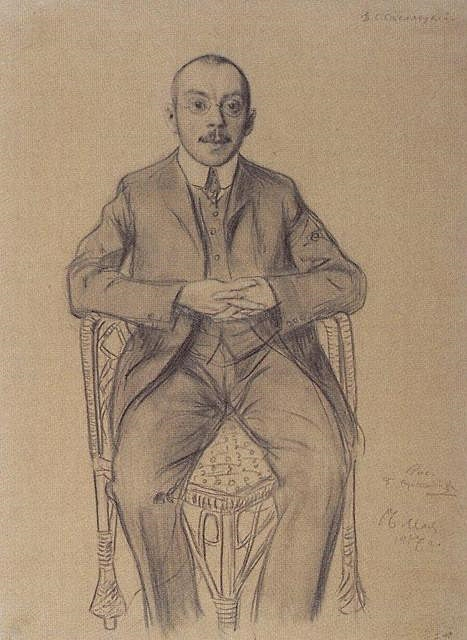
Boris Kustodijew: Dmitri Stelletsky (1907)

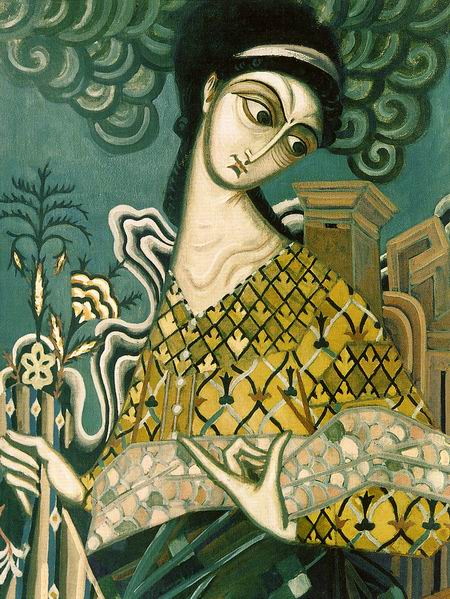
„Dämmerung“ (1910)

Dmitri Semjonowitsch Stellezki (russisch Дмитрий Семёнович Стеллецкий, französisch Dmitri Stelletsky; geboren 1. Januarjul. / 13. Januar 1875greg. in Brest, Russisches Kaiserreich; gestorben 12. Februar 1947 in Sainte-Geneviève-des-Bois, Frankreich) war ein russischer Bildhauer, Bühnenbildner, Architekt, Illustrator und Maler. Er lebte seit 1914 in Frankreich. 

## Leben
Stellezki stammte aus der Großbourgeoisie im Zarenreich, sein Vater war ein Großgrundbesitzer. 1896 zogen seine Eltern nach St. Petersburg, wo er eine künstlerische Ausbildung an der Russischen Kunstakademie erhielt. Stellezki interessierte sich für die Kunst des alten Russlands und für die Folklore im russischen Zarenreich und machte mehrere Studienreisen durch das Land.
Er war mit dem Maler Boris Anrep befreundet, der seinerzeit eine  Jugendliebe der Anna Achmatowa war und später ebenfalls in die Emigration ging. Stellezki entwarf unter anderem im Jahr 1909 Kostüme für die Ballets Russes. Später wandte er sich auch der Ikonenmalerei zu.
Kurz vor Ausbruch des Ersten Weltkriegs hielt Stellezki sich in Frankreich auf, und er kehrte von dort aufgrund der Russischen Revolution 1917 nicht mehr nach Russland zurück, sondern lebte bis zu seinem Tod unter den russischen Exilanten in Frankreich. Er wohnte von 1914 bis 1918 in Paris, bis 1927 in Cannes. Zwischen 1925 und 1927 bemalte er das von den russischen Orthoxen in Paris erworbene Gebäude der Kirche Saint-Serge innen und außen. Bis Ende 1943 lebte er in La Napoule, wo sein Atelier durch Kriegseinwirkungen zerstört wurde, danach in Paris und schließlich im Maison Russe in Sainte-Geneviève-des-Bois, wo er auf dem Cimetière russe beerdigt wurde. 